# The Cut
The Cut ist ein Spielfilm von Fatih Akin. Die Uraufführung erfolgte am 31. August 2014 auf den 71. Internationalen Filmfestspielen von Venedig, am 16. Oktober 2014 folgte der deutsche Kinostart. Es handelt sich um Fatih Akins bisher logistisch aufwendigsten Film, er wurde unter anderem von Mardik Martin unterstützt.
Der Film ist der dritte und somit der letzte Teil der Trilogie Liebe, Tod und Teufel, die 2004 mit Gegen die Wand begann und 2007 mit Auf der anderen Seite fortgesetzt wurde.

## Handlung
Im Jahr 1915 lebt der armenische Schmied Nazaret Manoogian mit seiner Frau Rakel und seinen Zwillingstöchtern Arsinée und Lucinée sowie der Großfamilie in der Kleinstadt Mardin. Nach getaner Arbeit geht er in die christliche Kirche, um für seinen Neid auf Reiche die Beichte abzulegen. Nachdem er seine Töchter von der Schule abholt, sehen sie einen Kranich vorbeiziehen. Nazaret erklärt seinen Töchtern, sie alle drei würden sich auf eine lange Reise begeben, da sie den Kranich gesehen hätten.
Mit der ganzen Familie wird kontrovers über das Verschwinden armenischer Männer diskutiert. Eines Nachts stehen türkische Soldaten an der Tür und zwingen Nazaret und dessen Schwager Hrant mitzukommen – unter dem Vorwand, alle Männer wären vom Sultan als Soldaten rekrutiert. Die armenischen und christlichen Männer werden aber zu Zwangsarbeiten in der Wüste gezwungen, um dort Straßen zu bauen. Dort erleben sie, wie auch Frauen und Kinder in die Wüste gebracht oder vergewaltigt oder umgebracht werden. Im folgenden Jahr erscheint ein Vertreter des Sultans und verkündet, dass diejenigen armenischen Männer begnadigt werden, die zum Islam konvertieren. Einige Männer aus der Gruppe treten hervor und werden von den verbleibenden Männern als Verräter am Glauben beschimpft.
Am nächsten Morgen sind zunächst keine Soldaten in Sicht, aber nach einem kurzen Moment der Hoffnung für die Armenier kommen jene mit einer Gruppe Zivilisten zurück und bringen die Zwangsarbeiter in ein Tal. Dort müssen diese niederknien und die Zivilisten werden gezwungen, ihnen ihre Kehlen aufzuschlitzen. Auch Nazarets Schwager stirbt. Ein Türke namens Mehmet soll Nazaret umbringen, bringt es jedoch nicht fertig. Er sticht stattdessen sein Messer Nazaret so tief in den Hals, dass dessen Stimmbänder verletzt werden und er wie tot liegen bleibt, was Mehmet bemerkt, der daraufhin andere davon abhält, Nazarets vermeintlichen Leichnam zu plündern, um diesen zu schützen.
In der Nacht kommt Mehmet zurück, gibt ihm Wasser zu trinken, befreit ihn und flieht mit ihm. In der Wüste stoßen beide auf eine Gruppe von Deserteuren und können sich ihnen für eine Weile anschließen. Nazaret erfährt von einem Heilkundigen, dass er durch den Schnitt in seine Stimmbänder zum Schweigen verdammt sei.
Die Deserteure überfallen eine Kutsche, die einem reichen ehemaligen Kunden Nazarets gehört. Dieser fleht Nazaret an, die Gruppe möge ihn und seine Familie nicht ihr Hab und Gut nehmen und sagt ihm außerdem, dass sich andere Flüchtlinge aus Mardin in der Stadt Raʾs al-ʿAin befinden. Nazaret geht nicht auf die Bitten ein, die Gruppe überlässt der Familie allerdings noch etwas Nahrung. Nazaret entscheidet sich die Gruppe zu verlassen und in die Stadt zu gehen, von der der Kunde ihm berichtet hatte. Der Marsch ist für Nazaret so anstrengend, dass er in der Hitze umfällt. Im Traum erscheint ihm seine Frau und befiehlt ihm, wieder aufzuwachen. Nazaret stößt auf eine Gruppe Beduinen, die ihm mit Wasser und Essen aushilft, als er ein kleines Steinchen Gold, welches er beim Straßenbau bekommen hatte, vorweisen kann. Ein Mädchen, dem er während der Zeit der Zwangsarbeit nach einem Sturz wieder auf die Beine half, wurde später offenbar an das Wüstenvolk verkauft. Sie fleht Nazaret an, ihr abermals zu helfen und sie aus der Gefangenschaft zu befreien. Ihre Bitten ignoriert er.
Als er Raʾs al-ʿAin erreicht, findet Nazaret ein Flüchtlingslager in der Wüste vor, in dem die Geflüchteten hungernd und durstend vor sich hin vegetieren – auch seine Schwägerin Ani. Selbst halb tot berichtet sie, dass die gesamte Familie tot sei. Danach bittet sie ihn inständig, sie von ihrem Leiden zu erlösen. Spät in der Nacht bringt Nazaret es über sich, seine Schwägerin zu erwürgen. In ihm bricht danach eine große Wut – auch gegen Gott – aus.
Nachdem er das Lager verlassen hat, kann er auf einen Zug aufspringen. Als die Waggons später durchsucht werden, springt Nazaret in der Wüste aus dem fahrenden Zug. Omar Nasreddin findet ihn halb hungernd und dürstend. Er nimmt Nazaret mit in seine Seifenfabrik in Aleppo. Dort trifft Nazaret später Krikor, der auch Armenier ist. Als der Krieg im November 1918 beendet ist und sich die türkische Besatzungsmacht zurückziehen muss, bewerfen die Bewohner Aleppos die Türken mit Steinen. Auch Nazaret und Krikor beobachten den Auszug der Türken. Als Nazaret selbst auch einen Stein werfen will, sieht er einen kleinen türkischen Jungen, der aus einer Kopfwunde blutet, und wendet sich verzweifelt ab.
Eines Abend sieht Nazaret im Kino Charlie Chaplins Film The Kid, der ihn einerseits wieder zum Lachen bringt – aber in Gedanken an seine Kinder auch zum Weinen. Dort trifft er zudem seinen ehemaligen Lehrling Levon wieder, der ihm berichtet, dass seine Töchter noch am Leben seien. Inzwischen hat Omar in seiner Seifenfabrik viele Flüchtlinge untergebracht, und Nazaret erfährt durch eine Zeitungsvorleserin, dass viele Flüchtlinge weiterhin gesucht werden. Mit Hilfe von Krikor gibt er auch eine Suchanzeige für seine Töchter auf. Ein anderer Flüchtling verkündet später im Vorleseraum, dass viele Frauen und Töchter an Bordelle verkauft wurden. Von einer Nonne erfährt er zudem, dass sich viele Kinder auch in einem der über hundert Waisenheimen befänden, die während und nach dem Krieg entstanden sind. Nazaret notiert sich die Adressen aller Waisenheime und verabschiedet sich von Krikor und Omar, um sich auf die Suche zu begeben.
Schließlich führt seine Suche Nazaret in ein Waisenhaus im Libanon. Dort erkennt er seine Töchter auf einem Photo und erfährt zudem, dass sie nicht mehr dort, aber wohlauf seien, Lucinée jedoch nach einem schweren Unfall auf dem Todesmarsch hinke. Die Zwillinge sollten mit wohlhabenden armenischen Männern auf Kuba verheiratet werden, was durch die Cousine der Mathematiklehrerin des Waisenhauses arrangiert wurde.
Die Überfahrt nach Kuba erarbeitet sich Nazaret als Matrose auf einem Passagierdampfer. In Kuba angekommen, sucht Nazaret den Barbier Hagob Nakashian auf, um sich nach seinen Töchtern zu erkundigen. Dessen Frau erzählt ihm später, dass einer der armenischen Männer die hinkende Lucinée als Braut abgelehnt habe und Arsinée deshalb die Verlobung mit dem zweiten Mann verweigerte, um weiterhin mit ihrer Schwester zusammenzuleben. Beide Mädchen seien in die USA gegangen, wo sie in einer Textilfabrik in Minnesota arbeiteten. Durch ein Telegramm erfahren Nazaret und Hagob jedoch, dass die Zwillinge nicht mehr dort sind und nichts über ihren Verbleib bekannt sei.
Bei einem Gottesdienst zeigt Frau Nakashian Nazaret den Mann, der Lucinée nicht heiraten wollte. Nach der Messe schlägt Nazaret diesen in Wut nieder. Einer spontanen Eingebung folgend kehrt er zum Niedergeschlagenen noch einmal zurück und raubt ihm Geld. Hagob trifft für Nazaret ein Arrangement mit einem Rumschmuggler, den Nazaret mit dem geraubten Geld bezahlt und so mit dessen Boot nach Florida übersetzen kann.
In Florida setzen die amerikanischen Partner der Schmuggler Nazaret an einer Eisenbahnstrecke ab und erklären ihm, wie er nach Minnesota kommen kann. Er klaut sich unterwegs Essen zusammen und fährt als blinder Passagier auf verschiedenen Zügen weiter. In der Fabrik in Minnesota, wo seine Töchter früher arbeiteten, kann ihm jedoch nicht weitergeholfen werden.
Nazaret nimmt eine Arbeit als Gleisbauer bei einer Eisenbahngesellschaft an und kommt 1923 nach North Dakota. Als ein Arbeiter eine Squaw vergewaltigen will, kann Nazaret die Frau davor retten. Die anderen Arbeiter schlagen ihn mit Schaufeln nieder und lassen ihn bewusstlos auf den Gleisen liegen. In der kalten Nacht, als Nazaret zu erfrieren droht, erscheinen ihm seine inzwischen erwachsenen Töchter in einer Vision und ermutigen ihn, wieder aufzustehen. Als er weitertaumelt, sieht er ein erleuchtetes Fenster im Dunkeln. In dem Haus wohnen armenische Gleisbauarbeiter. Die Armenier können ihm bei seiner Suche nicht weiterhelfen, erzählen ihm aber, dass sich in der dreißig Meilen entfernten Stadt Ruso weitere Armenier befinden.
Als Nazaret diese Stadt erreicht sieht er dort eine hinkende Frau: seine Tochter Lucinée. Beide fallen sich in die Arme. Seit Jahren kann Nazaret erstmals wieder sprechen und Lucinée fragen, wo Arsinée sei. Diese ist vorm Weihnachtsfest des zurückliegenden Jahres aufgrund von Parasitenbefall, an dem sie bereits auf der Flucht in der Heimat erkrankte, gestorben. Beide besuchen Arsinées Grab auf dem Friedhof und verlassen es traurig. Dennoch ist Lucinée froh, dass Nazaret sie gefunden hat.

## Rezeption

### Kritiken
Daniel Kothenschulte bezeichnete The Cut in der Frankfurter Rundschau als ein „imponierendes Epos“ und einen „Film, der viele Filme auf einmal sein möchte – und gerade deshalb zu einer berührenden filmhistorischen Reiseerzählung wird“.
Wolfgang Höbel schrieb auf Spiegel Online, dass der Film seine Geschichte in „überwältigenden, ihre Monumentalität mitunter stolz ausstellenden Bildern“ erzähle. Die „Gräuel und jähen Wendungen“ schildere Regisseur Akin  „wie ein Märchenerzähler, der seine Figuren oft in sehr langsamen, schwelgerischen Einstellungen durch schöne, karge Landschaften stapfen lässt“.
Katharina Grimnitz schrieb in epd Film, dass es dem Regisseur bestens gelinge, „die Situationen auf Leben und Tod eindringlich und, was das Besondere dabei ist, ganz ohne ethnische Stereotypie zu schildern“. Die „epische Form“ bringe auch Probleme mit sich, etwa bei der Charakterzeichnung. Doch berühre The Cut „durch Akins mutiges Anliegen, ein zu oft marginalisiertes Verbrechen offensiv als solches zu benennen“.
Peter Bradshaw, Chef-Filmkritiker des britischen Guardian, meinte, dass dem Film zwar der Esprit von anderen Werken Akins wie Gegen die Wand fehle, doch sei The Cut „ein kraftvoller, sehenswerter, stark präsentierter Film und eine mutige, ehrliche Geste von Fatih Akin“ (a forceful, watchable, strongly presented picture and a courageous, honest gesture from Fatih Akin).
In der Süddeutschen Zeitung wies Thomas Steinfeld darauf hin, dass Regisseur Fatih Akin schon lange, „bevor der Film irgendwo zu sehen war“, Drohungen türkischer Nationalisten erhalten habe. Vielleicht sei Akins „radikale Entpolitisierung“ des Stoffs der Preis dafür, „überhaupt einen Publikumsfilm zu drehen, in dem der Massenmord an den Armeniern zum Gegenstand wird“.
Susanne Oswald meinte in der Neuen Zürcher Zeitung, was Akin versuche, sei „grosses zeitgeschichtliches Gefühlskino im Stile von Gone With the Wind“, doch fehle eine „emotionale Beteiligung des Publikums“.
Die Zeitschrift Cinema schrieb, dass die erste Hälfte des Films, die den Genozid thematisiere, „überwältigend und intensiv“ sei, wobei Akin „die Gewaltszenen dankenswerterweise zurückhaltend“ bebildere. Die zweite Hälfte strecke „sich dann leider sehr“, was den „positiven Gesamteindruck“ aber nicht mindere. The Cut sei ein „modernes Märchen von tiefer Menschlichkeit, das den Glauben an das Gute nicht aufgeben will“.
Dietmar Dath wies in der FAZ darauf hin, dass The Cut wie weitere Filme, in denen Türkisch oder Arabisch gesprochen werde, von seinem Regisseur als Western verstanden werde. Der Film sei dabei auch in anderer Hinsicht „eine Umdeutung klassischer Westernparameter“, da der Held „das Weiche, Weibliche, Sehnsüchtige“ nicht abwehre, sondern sich, „indem er das, was nicht hart und nicht stark ist“, ausdauernd suche, „mindestens so sehr selbst retten“ wolle wie seine Töchter. Die Auslegungsmöglichkeiten des Films seien „vielfältig“, es gebe „viele Schnittstellen mit zahlreichen Lesarten“.
Rüdiger Suchsland vom Filmdienst schrieb, dass der Film „das ambitionierte Thema mitunter weichspült“ und bemängelte, dass Hauptdarsteller Tahar Rahim „mit dem immergleichen Ausdruck“ spiele. Doch sei The Cut politisch „ein vielschichtiges Drama“, das nicht beschönige und auf „die feinen Unterschiede“ achte, etwa „dass die Morde aufs Konto der politischen Führung gingen“. Der Film breche mit einem Tabu und rücke „die Leiden des armenischen Volkes ins Zentrum der Aufmerksamkeit“.
Mit The Cut, schrieb Tigran Petrosyan in der Wochenzeitung Der Freitag, wolle Fatih Akin „ein Bewusstsein für das Verbrechen schaffen, das politischem Handeln vorausgeht.“

### Auszeichnungen
- Internationale Filmfestspiele von Venedig 2014: Vittorio Veneto Film Festival Award – Spezielle Erwähnung
- Deutscher Filmpreis 2015: drei Nominierungen (Bestes Kostümbild, Bestes Maskenbild, Beste Filmmusik)

## Finanzierung
Fatih Akin benötigte 15 Mio. Euro für die Produktion.
„The Cut“ ist eine Produktion von Bombero International (die von Fatih Akin für den Film neu gegründete Produktionsfirma) in Co-Produktion mit Pyramide Productions, Pandora Film, Corazón International (die ehemalige Produktionsfirma von Fatih Akin), NDR, ARD Degeto, France 3 Cinéma, Dorje Film, BIM Distribuzione, Mars Media Entertainment, Opus Film, Jordan Films und Anadolu Kültür.
Der Film wurde von der Filmförderung Hamburg Schleswig-Holstein, vom Deutschen Filmförderfonds, von der Filmförderungsanstalt, von der Film- und Medienstiftung NRW, von der Nordmedia – Film- und Mediengesellschaft Niedersachsen/Bremen, von Eurimages, vom Medienboard Berlin-Brandenburg, vom Beauftragten der Bundesregierung für Kultur und Medien, von FFA Minitraite, vom MEDIA Programme of the European Union – i2i Audiovisual und vom französischen Ministerium für Kultur und Kommunikation (CNC) mit der Unterstützung von Canal+, France Télévisions, Cine +, Government of Alberta, Alberta Multimedia Development Fund, Polish Film Institute und Malta Film Commission gefördert.

## Produktionsnotizen
Die Produzentin Fabienne Vonier von der französischen Produktionsfirma Pyramide Films zeigte sich von Anfang an begeistert von Akins neuem Projekt. Auf deutscher Seite konnte Fatih Akin Karl Baumgartner von Pandora Film von seiner Filmidee überzeugen.
Weder Vonier noch Baumgartner haben die Fertigstellung des Films miterleben können. Fabienne Vonier starb im Juli 2013, Karl Baumgartner im März 2014.
Die Schauspielerin und Sängerin Hindi Zahra, die die Rolle der Rakel spielte, steuerte zu dem Film den Song Everything To Get You Back bei, der von Alexander Hacke komponiert und auf dem Soundtrack am 17. Oktober 2014 veröffentlicht wurde.
Die Dreharbeiten fanden in Kanada, Deutschland, Jordanien sowie auf Kuba und Malta statt.

### Cameo
Moritz Bleibtreu, der schon mit Fatih Akin in den Filmen Im Juli, Solino und Soul Kitchen zusammengearbeitet hat, hat in The Cut einen 30-sekündigen Auftritt als Peter Edelmann, Fabrikant in Minnesota. Auch Adam Bousdoukos, der in fast allen Filmen Akins mitspielte, stellt in einem Cameo-Auftritt einen Priester in einer Karawane dar. Ebenso ist Patrycia Ziółkowska in einer kurzen Szene als eine kranke Erste-Klasse-Passagierin auf der Überfahrt nach Kuba zu sehen.